# Laktoferycyna
Laktoferycyna (ang. lactoferricin) – występujący naturalnie, amfipatyczny, kationowy peptyd, pochodny laktoferyny. Ma właściwości przeciwbakteryjne, przeciwnowotworowe i immunomodulujące.
Powstaje w przewodzie pokarmowym pod wpływem enzymu proteolitycznego pepsyny, która odcina fragment N-końca z obecnego w mleku i płynach ustrojowych białka – laktoferyny.
Ludzka laktoferycyna to peptyd identyczny z fragmentem 1-47 laktoferyny. Ma dwie podjednostki i dwa łączące mostki dwusiarczkowe.